# Route nationale 723
Die Route nationale 723, kurz N 723 oder RN 723, war eine französische Nationalstraße, die von 1933 bis 1973 zwischen einer Kreuzung mit der ehemaligen Nationalstraße 156 südöstlich von Blois und einer Kreuzung mit der ehemaligen Nationalstraße 455 südwestlich von Sancerre verlief. Ihre Länge betrug 132,5 Kilometer.